# Філіппінська операція (1941–1942)
Філіппінська операція (1941—1942) — вторгнення Японії на Філіппіни та захист островів філіппінськими та американськими військами. Сили союзників за загальною чисельністю особового складу перевершували японські війська, але були погано озброєні та навчені (це стосується в першу чергу філіппінських підрозділів), японці також перевершували їх за кількістю техніки. Крім того, після захоплення Японією Голландської Ост-Індії та Малайї постачання архіпелагу, який опинився в глибокому тилу ворога, виявилося ускладнене, що зрештою і призвело до того, що війська здалися Японії.

## Передумови
Після Іспансько-американської війни 1898 року філіппінці на чолі з Еміліо Агінальдо намагалися проголосити незалежність від Іспанії, але американці були проти цього, що призвело до Філіппіно-американської війни. Після неї Філіппіни стали залежною територією США.
У 1935 році острови отримали статус автономії в рамках США. Президентом Співдружності Філіппін став Мануель Кесон. Повну незалежність ця держава повинна була отримати до 1945 року. Тому до початку війни Філіппіни знаходилися в перехідному стані (від автономії до незалежності) і вже мали свій уряд і свою власну армію. Крім того, на території архіпелагу знаходилися й американські війська. Це підпорядкування значно ускладнило оборону островів.

## Плани сторін
У японських планах операція з захоплення Філіппін була частиною «Великої війни в Південно-Східній Азії», яка включала також захоплення багатою стратегічною сировиною Голландської Ост-Індії, операцію проти британських військ в Малайї і нейтралізацію Тихоокеанського флоту США в Перл-Гарборі.
Захоплення архіпелагу мав для Японії не економічну чи політичну, а в основному стратегічну мету. Якби вони могли нейтралізувати американський флот, що базувався на Філіппінах і американську авіацію на філіппінських аеродромах, то для них не мало значення, як довго сухопутні війська США будуть захищати острова.
Японський план спочатку передбачав висадку в декількох місцях і захоплення основних аеродромів на острові Лусон.
Об'єднаними американськими та філіппінськими військами командував генерал Дуглас Макартур. Існують різні оцінки його діяльності на цій посаді. З одного боку саме він переконав президента Рузвельта в тому, що Філіппіни потрібно захищати (до цього вважалося, що захист архіпелагу не має сенсу у зв'язку з його віддаленістю від основної території США і труднощами постачання). З іншого боку в провину йому іноді ставиться не дуже добре знання театру військових дій на той час.

## Хід операції

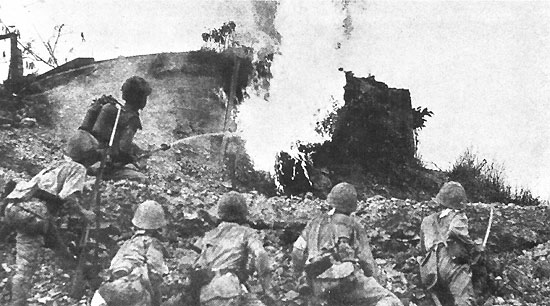
Японські вогнеметники на Батаані

14-я японська армія почала операцію 8 грудня 1941 року з вторгнення на острів Батан. Через два дні японці почали вторгнення на острів Камігуїн і в північну частину острова Лусон. Основне вторгнення почалося рано вранці 22 грудня на східному узбережжі острова Лусон.
24 грудня генерал Дуглас Макартур відвів основну частину військ на півострів Батаан. Столиця Філіппін — Маніла була захоплена японськими військами 2 січня 1942 року.
Битва за Батаан (7 січня — 9 квітня 1942) — одна з вирішальних битв Філіппінської операції. Придушення опору американо-філіппінського угруповання на півострові Батаан і острові Коррехидор дало можливість японцям встановити контроль над островом Лусон і всім Філіппінським архіпелагом.
Битва за Коррехидор (5-6 травня 1942) — разом з битвою за Батаан, була однією з вирішальних битв Філіппінської операції.
Острів Коррехидор, перетворений у фортецю, перекривав вхід в Манільську затоку. Острів знаходився в облозі та піддавався атакам з моря і повітря, які тривали до кінця квітня 1942 року. 5 травня, після тижневої артилерійської підготовки, японські війська штурмували острів. Наступного дня гарнізон Коррехідора капітулював. Захоплення острова стало завершальним етапом підкорення японцями північних Філіппін.

## Наслідки

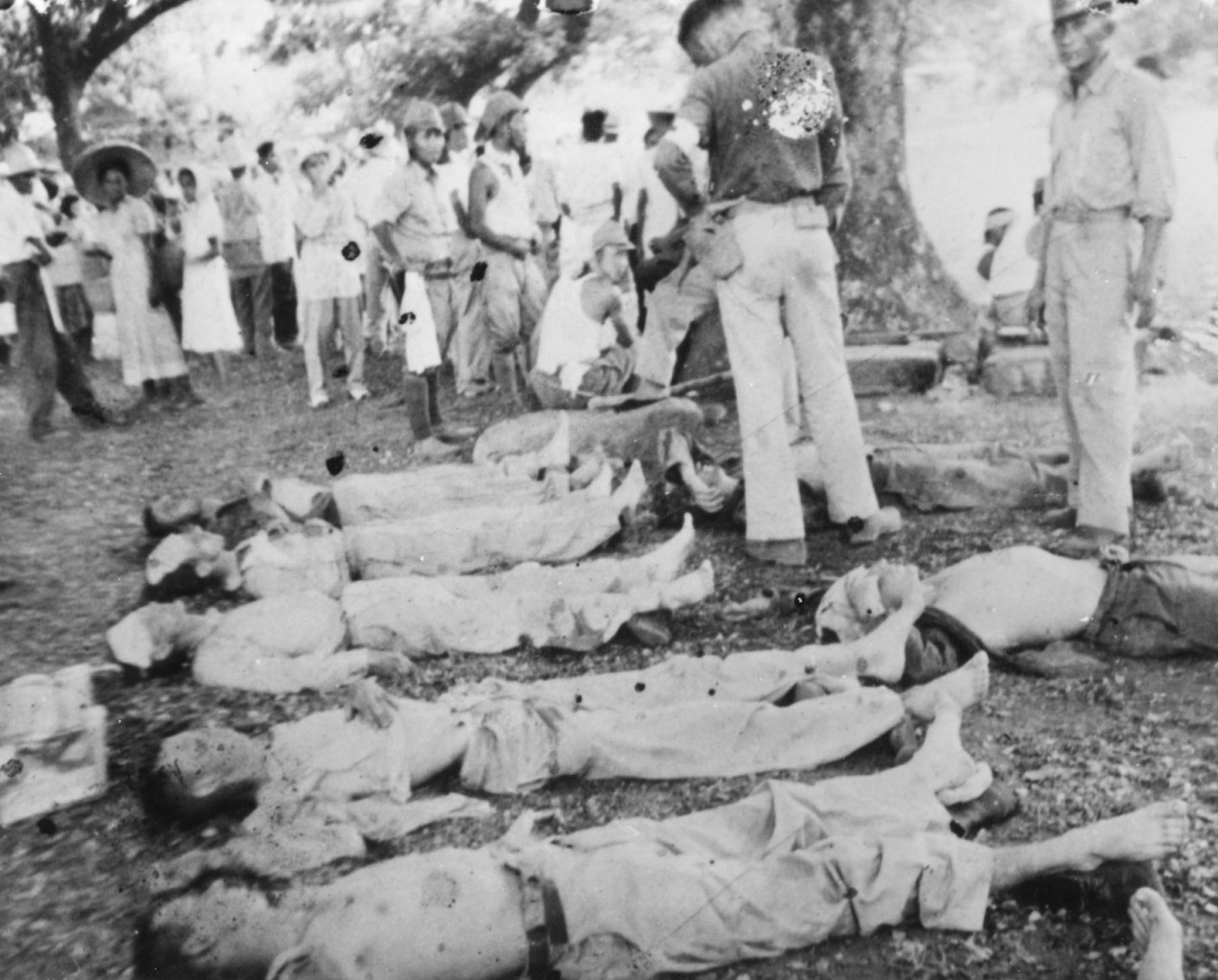
Загиблі учасники Батаанського маршу смерті.

Американські та філіппінські війська зазнали великих втрат, понад 100 тисяч солдатів і офіцерів потрапило у полон.
Японці конвоювали військовополонених у табори. Військовополонені повинні були йти пішки, багато хто не витримував довгого переходу і вмирав по дорозі. Тисячі військовополонених загинули від виснаження, зневоднення, хвороб, поранень, безпричинних тортур і страт.
Усі острови Філіппінського архіпелагу були захоплені японцями до червня 1942 року.
Поразка союзних військ призвела до окупації Філіппін, яка тривала два з половиною роки. Під час окупації японськими військами були вчинені численні воєнні злочини, такі як Марш смерті на півострові Батаан. До них належать також погані умови утримання в японських таборах для військовополонених.